# Kakkehalli, Dod Ballapur
Kakkehalli là một làng thuộc tehsil Dod Ballapur, huyện Bangalore Rural, bang Karnataka, Ấn Độ.